# Gai Sili (amant de Messal·lina)

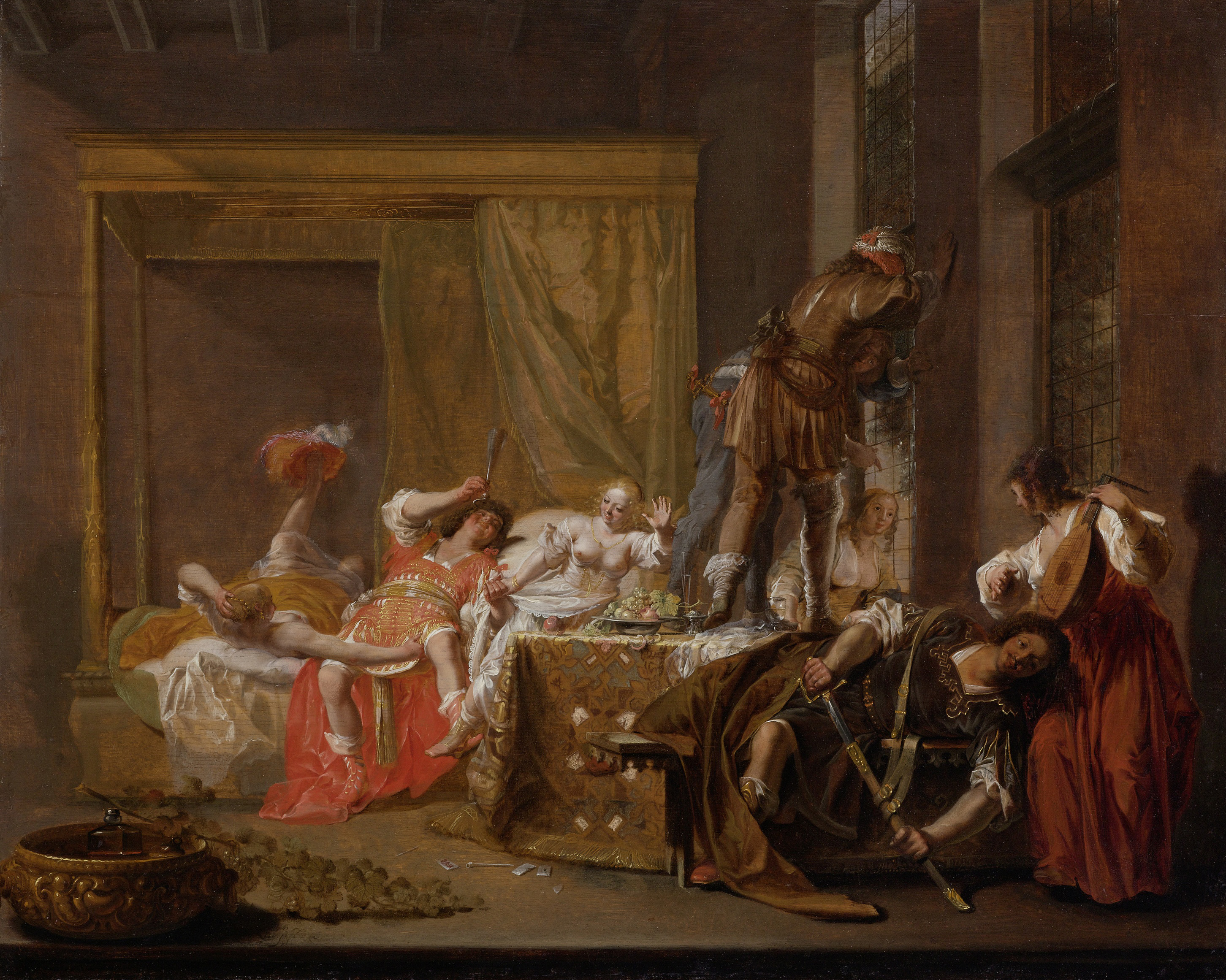
"Gai Sili i Messalina" per Nikolaus Knüpfer (vers el 1650).

Gai Sili (en llatí Caius Silius) era el fill de Gai Sili, cònsol l'any 13. Va ser el darrer amant de Messal·lina, la dona de l'emperador Claudi. Segons Tàcit era un home especialment atractiu.
L'emperadriu el va obligar a divorciar-se de la seva dona Júnia Silana i el va fer nomenar cònsol designatus l'any 48. Finalment es va decidir a casar-se amb ell amb totes les formalitats del connubium, mentre l'emperador era absent de Roma. Claudi no s'hauria assabentat de res si no hagués estat perquè el llibert Narcís es va sentir amenaçat i va decidir desfer-se de Messal·lina. Revelats els fets a l'emperador, Sili, Messal·lina i altres implicats van ser condemnats a mort i executats.